# Bacówka PTTK na Krawcowym Wierchu

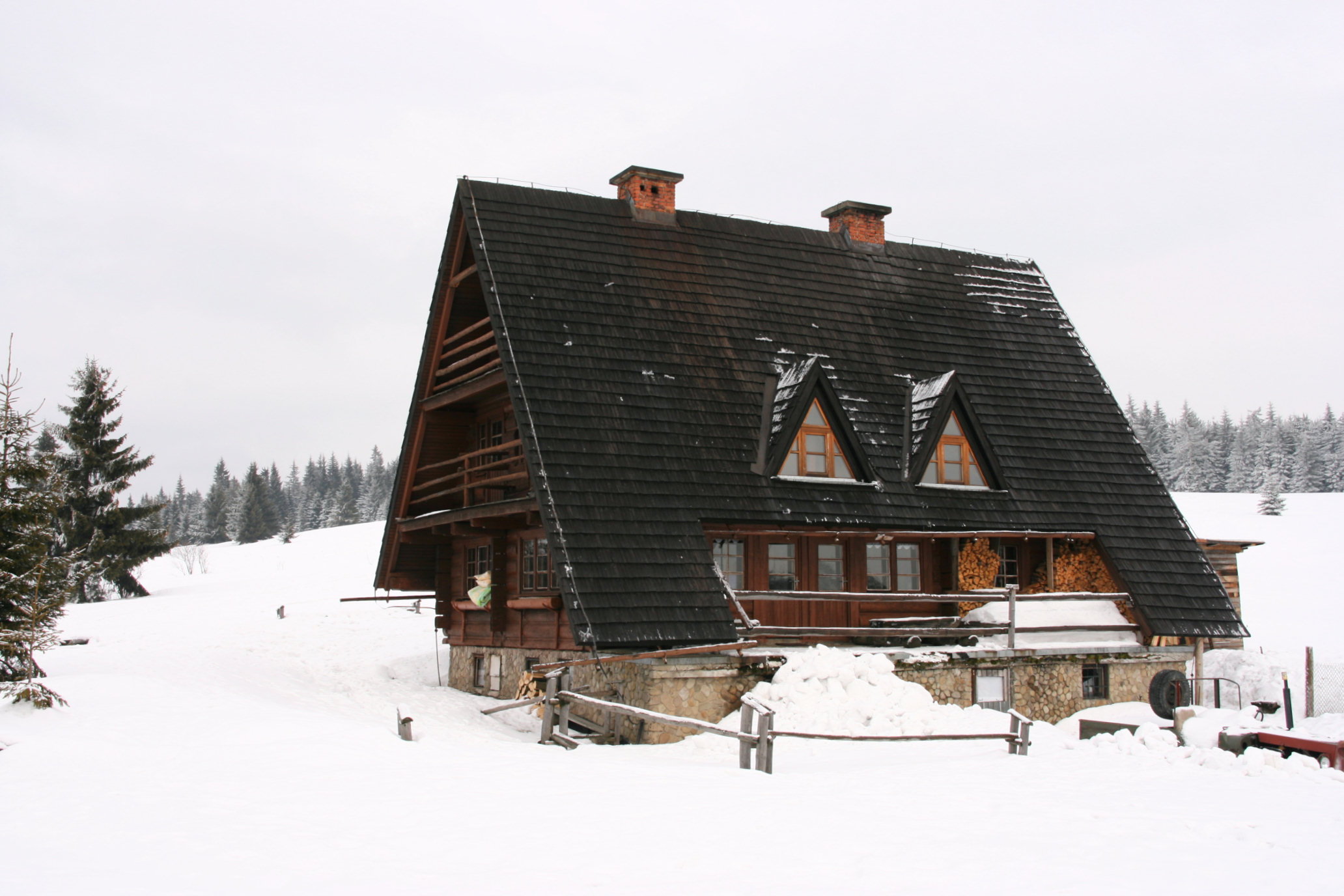
Bacówka w zimie

Bacówka PTTK na Krawcowym Wierchu – górskie schronisko turystyczne Polskiego Towarzystwa Turystyczno-Krajoznawczego w Beskidzie Żywieckim, na Hali Krawcula pod Krawcowym Wierchem. Położone jest na wysokości 1038 m w Żywieckim Parku Krajobrazowym. Terytorialnie należy do Glinki w gminie Ujsoły.

## Historia
Schronisko powstało w latach 1975–1976. Zostało oddane do użytku 4 grudnia 1976. Pierwszym kierownikiem obiektu był Zbigniew Gowin. Zostało wyremontowane w latach 2000–2005 przez Szymona Kreczmera. Ze schroniska roztacza się panorama widokowa na Małą Fatrę i południowo-zachodnią część Beskidów.
Obiekt należał do Klubu Bacówkarza.

## Warunki pobytu
Schronisko dysponuje 35 miejscami noclegowymi w pokojach od 2- do 10-osobowych oraz miejscami poza pokojami na własnej karimacie. W schronisku znajduje się również bufet i jadalnia na 30 osób.
Do 21 grudnia 2007 niedaleko od bacówki znajdowało się przejście graniczne do Słowacji na przełęczy Glinka. Wraz z przystąpieniem Polski i Słowacji do Układu z Schengen zostało ono zlikwidowane i można swobodnie przejść przez granicę.
Od kilku lat organizuje się Noc Krawculi – nocny rajd do bacówki. W przeszłości bacówka organizowała również Wierchowe Granie i Górolskie Śpiewanie – imprezę folklorystyczną, cieszącą się dużą popularnością.

## Szlaki turystyczne
– żółty z Glinki: do góry 2 h, w dół 1,5 h
 – żółty z Trzech Kopców przez Wilczy Groń: do góry 2,5 h, w dół 2,5 h
 – niebieski ze Złatnej: do góry 2,5 h, w dół 1,5 h